# Didymascus metkinoffi
Didymascus metkinoffi är en svampart som beskrevs av Sacc. 1896. Didymascus metkinoffi ingår i släktet Didymascus, ordningen Rhytismatales, klassen Leotiomycetes, divisionen sporsäcksvampar och riket svampar.   Inga underarter finns listade i Catalogue of Life.